# 24 uur van Daytona 1975
De 24 uur van Daytona 1975 was de 13e editie van deze endurancerace. De race werd verreden op 1 en 2 februari 1975 op de Daytona International Speedway nabij Daytona Beach, Florida.
De race werd gewonnen door de Brumos Porsche #59 van Peter Gregg en Hurley Haywood, die allebei hun tweede Daytona-zege behaalden. De Gr.4-klasse werd gewonnen door de North American Racing Team #71 van Jon Woodner en Fred Phillips. De GTU-klasse werd gewonnen door de Rusty Bond #60 van Rusty Bond, George Rollin en John Belperche.

## Race
Winnaars in hun klasse zijn vetgedrukt.
| Pos. | Klasse | No. | Team                         | Coureurs                                                 | Chassis                        | Ronden |
| ---- | ------ | --- | ---------------------------- | -------------------------------------------------------- | ------------------------------ | ------ |
| 1    | GTO    | 59  | Brumos Porsche               | Peter Gregg Hurley Haywood                               | Porsche 911 Carrera RSR        | 684    |
| 2    | GTO    | 11  | Toad Hall                    | Michael Keyser Billy Sprowls Andres Contreras            | Porsche 911 Carrera RSR        | 669    |
| 3    | GTO    | 23  | Armor All                    | Charlie Kemp Carson Baird                                | Porsche 911 Carrera RSR        | 668    |
| 4    | GTO    | 30  | George Dyer                  | Jacques Bienvenue George Dyer                            | Porsche 911 Carrera RSR        | 665    |
| 5    | GTO    | 4   | Bill Webbe                   | Bill Webbe George Dickinson Harry Theodoracopulos        | Porsche 911 Carrera RSR        | 623    |
| 6    | GTO    | 43  | Escar                        | John O'Steen Dave Helmick John Graves                    | Porsche 911 Carrera RSR        | 619    |
| 7    | Gr.4   | 71  | North American Racing Team   | Jon Woodner Fred Phillips                                | Ferrari 365 GTB/4 Competizione | 613    |
| DNF  | GTO    | 14  | Porsche-Audi USA             | Al Holbert Elliott Forbes-Robinson                       | Porsche 911 Carrera RSR        | 607    |
| 9    | GTO    | 5   | Héctor Rebaque               | Guillermo Rojas Héctor Rebaque Fred van Beuren jr.       | Porsche 911 Carrera RSR        | 592    |
| 10   | GTU    | 60  | Rusty Bond                   | Rusty Bond George Rollin John Belperche                  | Porsche 911 S                  | 567    |
| 11   | GTO    | 92  | Oest/Tillson                 | Mike Tillson Dieter Oest                                 | Porsche 911 Carrera RSR        | 566    |
| 12   | GTO    | 13  | Randolph Townsend            | Randolph Townsend John Thomas Peter Papke                | Porsche 911 Carrera RSR        | 562    |
| 13   | GTU    | 34  | George Drolsom               | George Drolsom Bob Nagel                                 | Porsche 911 S                  | 558    |
| 14   | GTU    | 90  | Ray Walle                    | Ray Walle Tom Reddy                                      | Mazda RX-3                     | 557    |
| 15   | GTO    | 67  | David McClain                | David McClain Dave White                                 | Porsche 911 Carrera RSR        | 546    |
| 16   | GTU    | 44  | Delta Racing                 | John Freyre Albert Naon Tony Garcia                      | Porsche 911 S                  | 542    |
| 17   | GTO    | 7   | Levi's Team Highball         | Amos Johnson Steve Coleman Dennis Shaw                   | AMC Gremlin                    | 538    |
| 18   | GTU    | 85  | John E. Hulen                | John Hulen Ron Coupland Nick Engels                      | Porsche 914/6                  | 528    |
| DNF  | GTO    | 18  | Jerry Thompson               | Jerry Thompson Andrew Bach Don Yenko                     | Chevrolet Corvette             | 517    |
| 20   | GTO    | 32  | Roaring Moose                | Dave Mroz Richard Mroz                                   | Ford Mustang                   | 497    |
| 21   | GTO    | 73  | Bill Arnold                  | Bill Arnold Bob Biernerth                                | Chevrolet Corvette             | 450    |
| 22   | GTO    | 26  | Al Cosentino                 | Mike Williamson Al Cosentino Charles Gano                | Chevrolet Camaro               | 441    |
| DNF  | GTU    | 45  | Delta Racing                 | Armando Ramirez Camilo Mutiz Juan Montalvo Mandy Alvarez | Porsche 911 S                  | 435    |
| 24   | GTU    | 12  | Precision Performance        | Richard Hughes Robert Whitaker Fred Geisel               | Datsun 510                     | 435    |
| DNF  | GTO    | 41  | Herb Jones                   | Herb Jones Phil Currin Steve Faul                        | Chevrolet Camaro               | 427    |
| 26   | GTU    | 29  | Bruce Mabrito                | Bruce Mabrito Jack Steel                                 | Datsun 240Z                    | 420    |
| DNF  | GTO    | 95  | Héctor Rebaque               | Ramon de Izaurieta Sergio Tabe Fidel Martinez            | Porsche 911 Carrera RSR        | 407    |
| DNF  | GTO    | 0   | North American Racing Team   | Milt Minter Claude Ballot-Léna Giancarlo Gagliardi       | Ferrari 365 GTB/4 Competizione | 392    |
| 29   | GTO    | 98  | James W. Persinger           | James Alspaugh Gene Persinger                            | Chevrolet Camaro               | 392    |
| DNF  | GTO    | 88  | Carter Racing Services       | Maurice Carter Gene Felton                               | Chevrolet Camaro               | 346    |
| DNF  | GTO    | 27  | Jon Ward                     | Jon Ward Phil Henny Dave Barnett                         | Chevrolet Camaro               | 303    |
| DNF  | GTU    | 46  | Spencer Buzbee               | Spencer Buzbee Craig Ross William Frates                 | Datsun 240Z                    | 275    |
| DNF  | GTO    | 24  | BMW of America               | Sam Posey Hans-Joachim Stuck                             | BMW 3.0 CSL                    | 274    |
| DNF  | GTO    | 64  | Russ Boykin                  | C. C. Canada Guido Levetto Russ Boykin                   | Chevrolet Camaro               | 255    |
| DNF  | GTO    | 56  | North American Racing Team   | Harry Jones Marcel Mignot Cyril Grandet                  | Ferrari 365 GTB/4 Competizione | 238    |
| DNF  | GTU    | 51  | Johnson-Bozzoni Porsche-Audi | Len Jones Robert Kirby John Hotchkis                     | Porsche 914/6                  | 229    |
| DNF  | GTU    | 83  | Arthur Mollin                | Arthur Mollin Michael Gatoff Art Riley                   | Volvo 142 S                    | 219    |
| DNF  | GTO    | 17  | Takondo Racing               | Vince Gimondo Dave Heinz Bert Everett                    | Chevrolet Camaro               | 201    |
| DNF  | GTO    | 9   | Juan Carlos Bolanos          | Juan Carlos Bolanos Hans Heyer Michel Jourdain sr.       | Porsche 911 Carrera RSR        | 191    |
| DNF  | GTU    | 89  | Barrick Motor Racing         | Don Parish Tom Countryman Jim Secher                     | Porsche 911 S                  | 158    |
| DNF  | GTU    | 84  | Klaus Selbert                | Klaus Selbert David Biggs                                | Porsche 911 S                  | 151    |
| DNF  | GTO    | 75  | John Greenwood               | John Greenwood Vince Muzzin Carl Shafer                  | Chevrolet Corvette             | 148    |
| DNF  | GTO    | 87  | Carter Racing Services       | Tony DeLorenzo Dick Brown Maurice Carter                 | Chevrolet Camaro               | 125    |
| DNF  | Gr.4   | 28  | Anatoly Arutunoff            | Anatoly Arutunoff Brian Goellnicht Alf Gebhardt          | Lotus Europa                   | 114    |
| DNF  | GTO    | 15  | Garcia Racing                | Javier Garcia George Garcia                              | Chevrolet Corvette             | 110    |
| DNF  | GTO    | 42  | John Carusso                 | John Carusso Dick Vreeland Luis Sereix                   | Chevrolet Corvette             | 59     |
| 47   | GTO    | 110 | Automotive Engineering       | Tom Nehl Milton Moise                                    | Chevrolet Camaro               | 41     |
| 48   | GTU    | 16  | Bill Bean                    | Paul Spruell Bill Bean                                   | Porsche 911 S                  | 35     |
| DNF  | GTU    | 72  | Cafe Mexicana Racing         | Gilberto Jimenez Patricio Zambrano Luis Lambreton        | Mazda RX-2                     | 34     |
| DNF  | GTO    | 25  | BMW of America               | Ronnie Peterson Brian Redman                             | BMW 3.0 CSL                    | 29     |
| DNF  | GTO    | 1   | North American Racing Team   | Claude Ballot-Léna Alain Cudini                          | Ferrari 365 GT4/BB             | 0      |
| DNS  | GTO    | 00  | Jim Corwin                   | Jim Corwin Jerry Mull                                    | Chevrolet Camaro               | 0      |
| DNS  | GTO    | 20  | Francisco Mir                | John Morton                                              | Ferrari 365 GTB/4 Competizione | 0      |
| DNS  | GTO    | 32  | Sepp Greger                  | Sepp Greger Eberhard Sindel Dieter Schmid                | Porsche 911 Carrera RSR        | 0      |
| DNS  | GTU    | 52  | Brandt Doell                 | Bob Punch John Rulon-Miller Tom Waugh                    | Porsche 911 S                  | 0      |
| DNS  | GTU    | 55  | Cutler/Pickens               | Lee Cutler                                               | Porsche 914/6                  | 0      |
| DNS  | GTU    | 69  | Coleman/Johnson              | Steve Coleman Amos Johnson                               | Chevrolet Vega                 | 0      |

1962 · 1963 · 1964 · 1965 · 1966 · 1967 · 1968 · 1969 · 1970 · 1971 · 1972 · 1973 · 1974 · 1975 · 1976 · 1977 · 1978 · 1979 · 1980 · 1981 · 1982 · 1983 · 1984 · 1985 · 1986 · 1987 · 1988 · 1989 · 1990 · 1991 · 1992 · 1993 · 1994 · 1995 · 1996 · 1997 · 1998 · 1999 · 2000 · 2001 · 2002 · 2003 · 2004 · 2005 · 2006 · 2007 · 2008 · 2009 · 2010 · 2011 · 2012 · 2013 · 2014 · 2015 · 2016 · 2017 · 2018 · 2019 · 2020 · 2021 · 2022 · 2023 · 2024 · 2025